# Ferrovia Roma-Giulianova
La ferrovia Roma-Giulianova o Roma-L'Aquila-Giulianova era un progetto ferroviario nell'Italia centrale, volto alla realizzazione di una linea di collegamento trasversale tra Mar Tirreno e Mare Adriatico, collegando Roma a Giulianova, passando per Carsoli, L'Aquila, Capitignano e Teramo, innestandosi su altri tratti di linea preesistenti quali la linea Roma-Pescara, la Terni-Sulmona e la Teramo-Giulianova. Del progetto fu realizzata solo la tratta L'Aquila-Capitignano, aperta nel 1922 ma chiusa nel 1935; la parte rimanente non fu mai realizzata per varie ragioni, tra cui i costi elevati per il superamento del Gran Sasso e degli altri due valichi.

## Storia

### Primi progetti
I primi progetti per le linee Teramo-L'Aquila e L'Aquila-Carsoli furono fatti eseguire dai rispettivi municipi rispettivamente nel 1863 e nel 1874.

### Realizzazione del tratto L'Aquila-Capitignano
Negli anni Venti del Novecento venne inaugurato il primo tratto L'Aquila-Capitignano, realizzato dalla Società per l'Industrializzazione dell'Aterno a scopi industriali, ma i progetti di prolungamento naufragarono, anche a causa della rivalità con un altro progetto per il collegamento Tirreno-Adriatico: la ferrovia Salaria (Roma-Rieti-Ascoli Piceno).

### Il terzo millennio
Negli anni 2000, la costruzione di una ferrovia L'Aquila-Tagliacozzo (dal tracciato molto simile a quello della precedente Aquila-Carsoli) fu inserito dal governo Berlusconi II tra le infrastrutture strategiche della legge obiettivo. Il tracciato ipotizzato prevede una linea a binario unico ed elettrificata, lunga 41 km di cui 25 in galleria o viadotto, con un costo previsto di circa 730 milioni di euro. Tuttavia a ciò non seguì nulla di concreto: l'opera non fu mai finanziata, né venne mai realizzato un progetto preliminare.
Nel 2016, la Fondazione Cassa di Risparmio della provincia dell'Aquila ha fatto realizzare un nuovo studio di fattibilità per il collegamento L'Aquila-Roma, producendo quattro diverse ipotesi di tracciato: Sassa-Cappelle dei Marsi, Sassa-Carsoli e Acciano-Aielli.
il 4 gennaio 2024 si è riparlato della Roma-Giulianova più precisamente del tratto più a nord, la proposta è quella di ripristinare il tratto la L'Aquila-Capitignano, soppressa nel 1935, per poi proseguire con una linea nuova fino a Teramo, passando per Montorio, con un eventuale prosecuzione verso Roma Al 2025 i progetti non sono stati ancora portati avanti.

## Caratteristiche
| Continuation backward |

| Station on track |

| 74+531 |
| 0+000  |

|  | Unknown route-map component "exLSTR" + One way leftward | Unknown route-map component "CONTfq" |

| Unknown route-map component "exLBHF" |

|  | Unknown route-map component "exLSTR" + Unknown route-map component "STR+l" | Unknown route-map component "CONTfq" |

|  |  | Straight track | Unknown route-map component "exSTR+l" | Unknown route-map component "exSTR+r" |

|  |  | Unknown route-map component "eKRWg+l" | Unknown route-map component "exKRWgr" | Unknown route-map component "exSTR" |

|  |  | Station on track | Unknown route-map component "exKBHFe" | Unknown route-map component "exSTR" |

|  | Unknown route-map component "CONTgq" | One way rightward |  | Unknown route-map component "exLSTR" |

|  |  |  |  | Unknown route-map component "exLKBHFa" + Unknown route-map component "exKSTRe" |

|  |  |  |  | Unknown route-map component "extSTRa" |

|  |  |  |  | Unknown route-map component "extSTRe" |

|  |  |  |  | Unknown route-map component "exLBHF" |

|  |  |  |  | Unknown route-map component "exLSTRe" + Head station |

|  |  |  |  | Continuation forward |

La Roma-Giulianova avrebbe avuto un tracciato simile all'odierna autostrada A24: si sarebbe staccata dalla Roma-Sulmona a Carsoli dove, dai 600 metri s.l.m. della valle del Turano, avrebbe superato un primo valico, salendo tra i monti Carseolani fino ai 956 metri della galleria di sommità, per poi scendere a 750 metri nella valle del Salto, dove avrebbe toccato Borgorose. Da lì la linea sarebbe risalita fino ai 1010 metri del valico in tunnel del monte Velino (che separa la valle del Salto dalla valle dell'Aterno), per poi scendere fino ai 611 metri dell'Aquila. Dal capoluogo abruzzese sarebbe nuovamente salita per affrontare il valico del Gran Sasso, dove era prevista una galleria di sommità a quota 1150 metri, e riscesa fino ai 265 metri di Teramo, dove si sarebbe ricongiunta con la già esistente linea per Giulianova ed il mare.

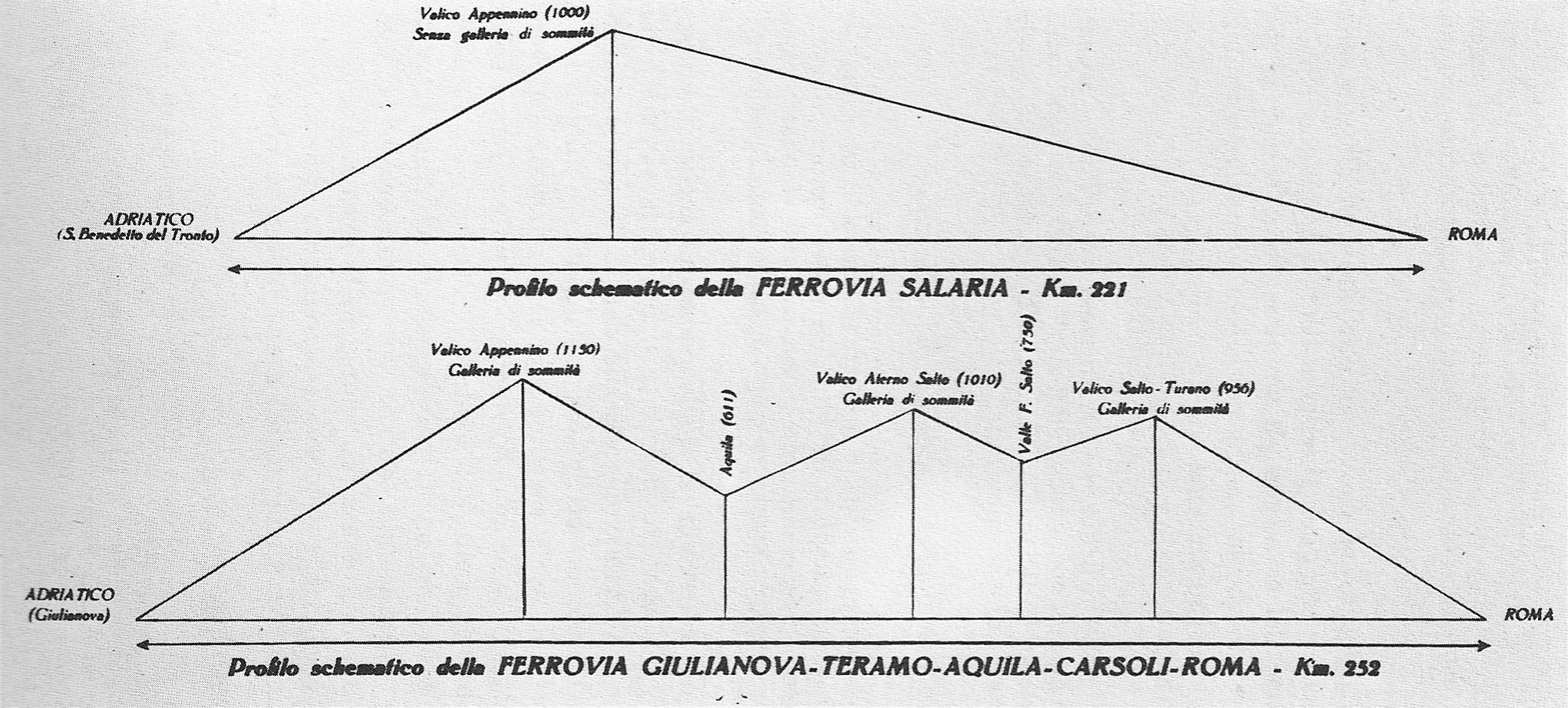
Profilo altimetrico della linea, confrontato a quello della ferrovia Salaria (Roma-Ascoli)